# Dos homes contra l'oest
Dos homes contra l'oest (títol original en anglès: Wild Rovers) és un western estatunidenc dirigit per Blake Edwards el 1971. Ha estat doblat al català.

## Argument
El 1880, Ross Bodine, un vell cowboy desenganyat i Frank Post, jove cowboy ple d'entusiasme, treballen intensament al ranxo del propietari Walt Buchman. Desitjosos tots dos de canviar de vida, decideixen llançar-se a atracar de bancs...
Adonant-se de la seva desaparició, Buchman es llança a la seva persecució.

## Repartiment
- William Holden: Ross Bodine
- Ryan O'Neal: Frank Post
- Karl Malden: Walter Buckman
- Victor French: Xèrif Bill Jackson
- Tom Skerritt: John Buckman
- Joe Don Baker: Paul Buckman
- James Olson: Joe Billings
- Moses Gunn: Ben
- Rachel Roberts: Maybell
- Sam Gilman: Sam Hansen
- Charles Gray: Savage
- William Bryant: Hereford
- Ted Gehring: el Xèrif de Tuscon
- Alan Carney: el barman del Palace
- Lee de Broux: Leaky

## Al voltant de la pel·lícula
És l'únic western dirigit per Blake Edwards, fins aleshores especialitzat en el registre de les comèdies. Previst per una durada de tres hores, la pel·lícula va ser tornada a muntar per l'estudi MGM, contra la voluntat del seu director, amb una durada de menys de dues hores. Una versió de la pel·lícula d'una durada de 136 min ha estat restaurada després, corresponent més al que desitjava Edwards.